# Karl Sigfrid
Karl Åke Sigfrid, född 17 oktober 1977 på Lidingö, är en svensk politiker (moderat). Han var ordinarie riksdagsledamot 2006–2014, invald för Stockholms läns valkrets.

## Biografi
Tidigare har Sigfrid bland annat varit ledamot i Moderata ungdomsförbundets förbundsstyrelse och ordförande för Fria Moderata Studentföreningen i Stockholm. Under några år bodde och arbetade han som IT-specialist i San Diego och på Cato Institute i Washington, D.C. Innan han valdes in i riksdagen arbetade han med översättning av TV-program. Han är utbildad företagsekonom.
Sigfrid är bosatt i Solna kommun, där han tidigare haft kommunalpolitiska uppdrag.
Sigfrid är medförfattare till boken "Efter the Pirate Bay" utgiven av Kungliga Biblioteket. Han har också varit ledarskribent i Svenska Dagbladet.

### Riksdagsledamot
Sigfrid var riksdagsledamot 2006–2014. I riksdagen var han ledamot i konstitutionsutskottet 2010–2014 (dessförinnan suppleant i utskottet från 2006) och suppleant i EU-nämnden.
Sigfrid har i riksdagen främst drivit frågor som rör upphovsrätt och  fildelning och profilerat sig som motståndare till FRA-lagen. Han meddelade först att han skulle rösta nej till lagen men lät sig sedan efter påtryckningar bli utkvittad från omröstningen.[källa behövs]